# Jon Van Caneghem

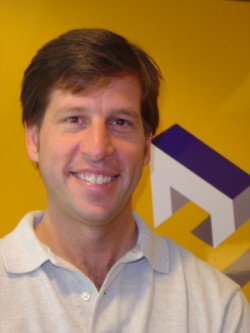

Jon Van Caneghem es un productor y diseñador de videojuegos. Es conocido por crear la serie de videojuegos de rol Might and Magic y su serie derivada de estrategia, Heroes of Might and Magic.
En 1983, Van Caneghem fundó New World Computing. La empresa fue adquirida por The 3DO Company en 1996. Cuando 3DO cayó en bancarrota en 2003, New World Computing también desapareció. En 2004, Van Caneghem se unió a NCsoft. Poco después, fue introducido en el "Salón de la fama mundial de los videojuegos de computadora" (Computer Gaming World's Hall of Fame). En 2005 dejó NCsoft.
El 25 de septiembre de 2006 se anunció que Van Caneghem, junto con Lars Buttler, exvicepresidente de Global Online en Electronic Arts, formó una nueva empresa llamada Trion World Network, con sede en Redwood City, California que "aprovecharía todas las capacidades inherentes de la banda ancha, proveería entretenimiento original, y definiría el futuro de los medios en la era de la banda ancha global".